# ジョージ・クロス
ジョージ・クロス (George Cross) は、人命救助等に於ける極めて勇敢な行為に対して与えられるイギリスのクロス章。イギリスだけではなく、カナダやオーストラリアのクロス・オブ・ヴァロー（Cross of Valour）のような、相当する章が制定されていない英連邦王国構成国や植民地に於ける同行為も対象となる。イギリスの勲章・記章の中ではヴィクトリア十字章に次いで高位の章であり、受章者は ”GC” のポスト・ノミナル・レターズを使用することが許される。

## 概要
ジョージ・クロスの本体は銀製のギリシャ十字で、表面中央の円内には竜と戦うセント・ジョージの騎馬像、その周囲に ”FOR GALLANTRY” の文字、その外側の四隅に制定者であるジョージ6世を表す ”G” と ”Ⅵ” を組み合わせたマークが刻印されている。裏面には無地で、受章者の名前並びに授与の決定がロンドン・ガゼットに掲載された年月日、及び後述する旧褒賞受章者の場合はジョージクロスへ交換した日付が彫られる。勲章本体は表面のみに月桂樹の模様が入った銀製の紐と小さな環で紺色の綬に繋がれる。
男性及び制服着用の女性は小綬で左胸に吊し、制服以外の服装の女性は小綬より幅広い蝶結びのリボンで左肩に吊して佩用する。制定当初の小綬の幅は1.25インチ（約32mm）だったが、1941年5月8日のロイヤル・ワラントによって1.5インチ（約38mm）へ変更された。また、リボンを略綬として着用する場合は、その上に十字章のミニチュアを付ける。
複数回受章者のための飾板も制定されているが、これまで該当者は出ていない。
ジョージ・クロスは自らの危険を顧みずに人命を救助した者や大事故・事件を防いだ者等の勇敢さを讃える章であり、この ”勇敢さ” はヴィクトリア十字章の授与基準と同等のものが要求される。そして、ヴィクトリア十字章が “敵前での勇気ある行為” が授与条件であるのに対し、ジョージ・クロスは “敵前ではない場所での勇気ある行為” が対象となる。このことから、ジョージ・クロスは「戦闘以外での行為を対象としたヴィクトリア十字章に相当する勲章」と位置付けられており、ヴィクトリア十字章と共に特別な扱いのクロス章である。クロス章は一般的にはオーダーより下位に位置するが、ジョージ・クロスの佩用位置やポスト・ノミナル・レターズを列記する際の順番は「ヴィクトリア十字章以外のあらゆる勲章・記章の上位」とされており、最上位のヴィクトリア十字章と最高位のオーダーであるガーター勲章の間に位置する。これら2つの十字章は受章者の団体を共有しており、名称を”ヴィクトリア・クロス & ジョージ・クロス協会”としている。

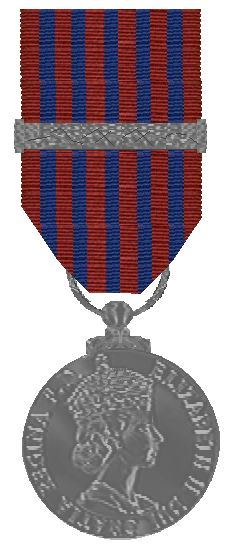
ジョージ・メダル

ヴィクトリア十字章の対象が軍人に限られているのに対してジョージ・クロスには対象者の身分や職業による制限がない。そのため、ジョージ・クロスは一般市民が受章できる最高位の章であり、”市民のヴィクトリア十字章” とも呼ばれている。しかし、同様に「自己の危難を顧みず人命の救助に尽力した者」を対象とした日本の紅綬褒章では公務による行為が除外されているのに対し、その様な制限もないため、警察官や消防士も数多く受章している。また、軍人でも勇気を示したのが敵前ではない場合、この勲章が授与される。例えば、テロリストが相手の場合は ”敵前ではない場合” とされるので、北アイルランドでのIRAとの戦闘に於いて ”勇気ある行為” を示した軍人にはヴィクトリア十字章ではなくジョージ・クロスが与えられている。
ジョージ・クロスの下位には、ジョージ・クロスと同時に制定されたジョージ・メダルがあり、授与基準がジョージ・クロス程厳しくないので広く授与されている。

## 沿革

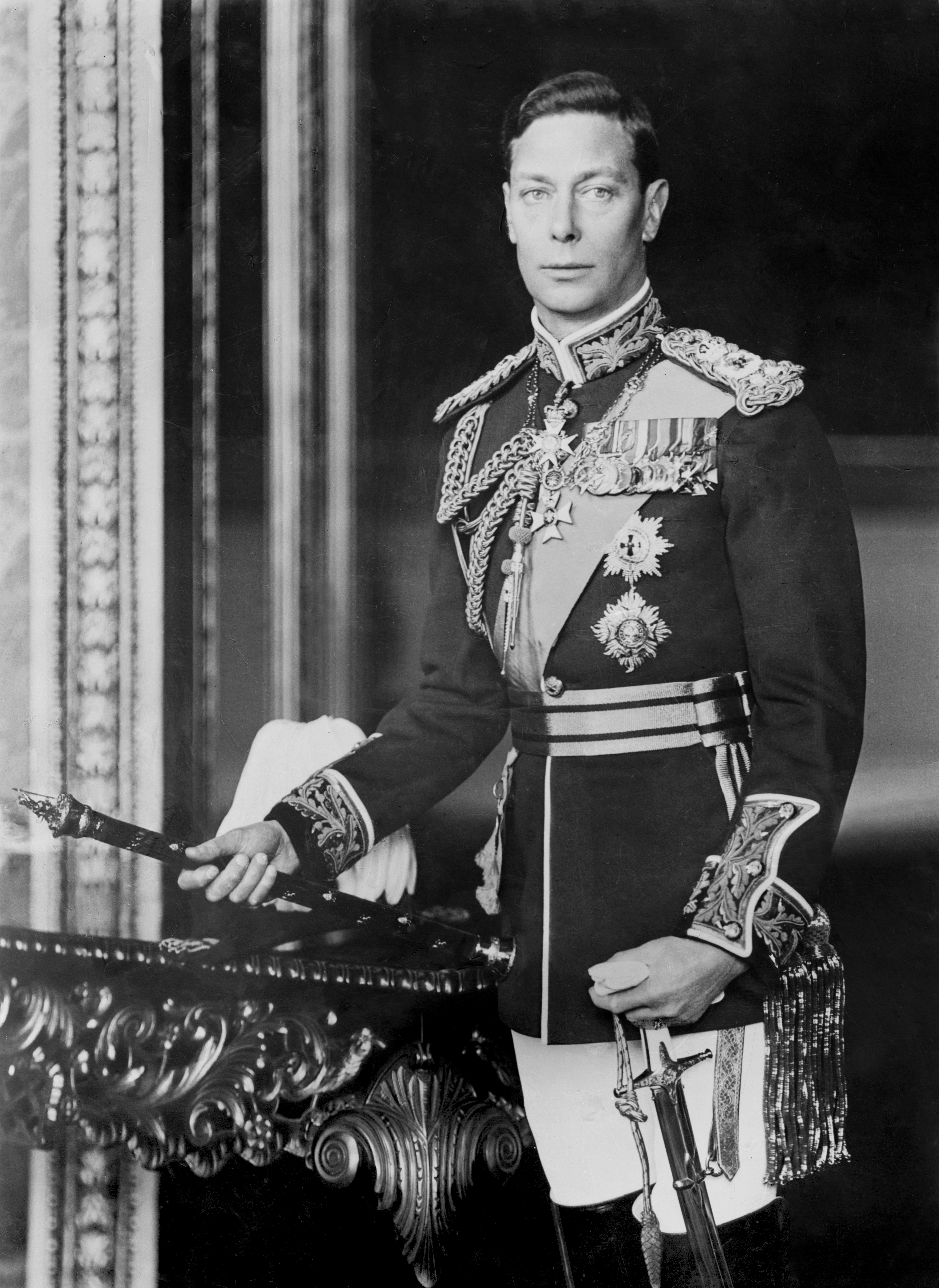
ジョージ6世

第二次世界大戦中のイギリス国内は空襲に見舞われ、一般市民もその危険に晒されていた。その様な状況に於いて、不発弾処理の任に当たる将兵や防空警戒の女性補助兵士、消火活動に奮闘する消防士、被災者を命がけで救助する警察官や一般市民らによる ”勇敢な行為” が数多く見られたが、その ”銃後の守り” に於ける ”勇敢さ” に報いるに相応しい勲章がなかった。ジョージ・クロスが制定される以前にも、広範囲の ”勇敢な行為” を対象とした褒賞として1922年に制定された帝国勇功メダル（EGM）が存在したが、その地位は低いものだった。
そのことに心苦しさを感じた当時の国王ジョージ6世は、1940年9月24日のロイヤル・ワラント（ロンドン・ガゼット掲載は1941年1月31日付）により自らの名を冠したジョージ・クロスを制定した。エンパイア・ギャラントリー・メダルは廃止され、存命中の受章者は授与されたメダルを返還し、それに代えてジョージ・クロスが授与された。
人命の救助に尽力した者に対して与えられる褒賞としては、1866年制定のアルバート・メダル(AM）と、産業事故に関する人命救助を賞する1907年制定のエドワード・メダル（EM）も存在したが、これらも1971年にジョージ・クロスと交換された。但し、これらの褒賞の受賞者に関しては、記章の返還は任意とされ、記章の交換をしなかった受章者もジョージ・クロス受章者の肩書きを名乗ることが出来た。
ジョージ・クロスの授与条件には役職や勤続年数が関係しないため、受章者の年齢や社会的地位は幅広く、最年少受章者は10歳の少年、女性の最年少受章者は11歳の少女とされている。この2人はいずれも当初アルバート・メダルを受章し、後にジョージ・クロスを授与されたが、このような場合、その褒賞を受賞した日（ロンドン・ガゼット掲載日）が資格発生日とされ、その時の年齢が受章年齢とされるので、最年少受章者となっている。

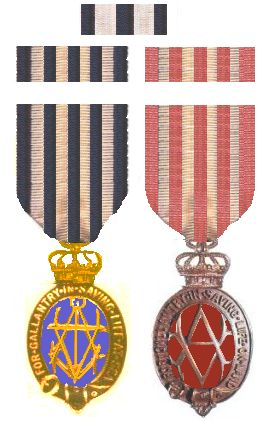
アルバート・メダル
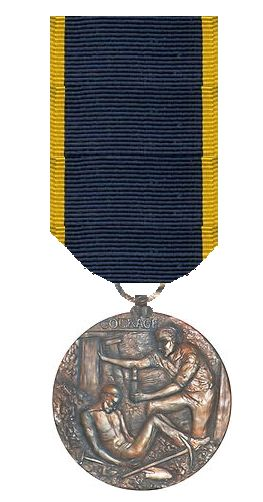
エドワード・メダル

## 受章者

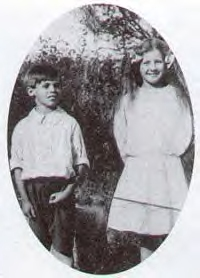
ドリーン・アシュバーハムとアンソニー・フェラー

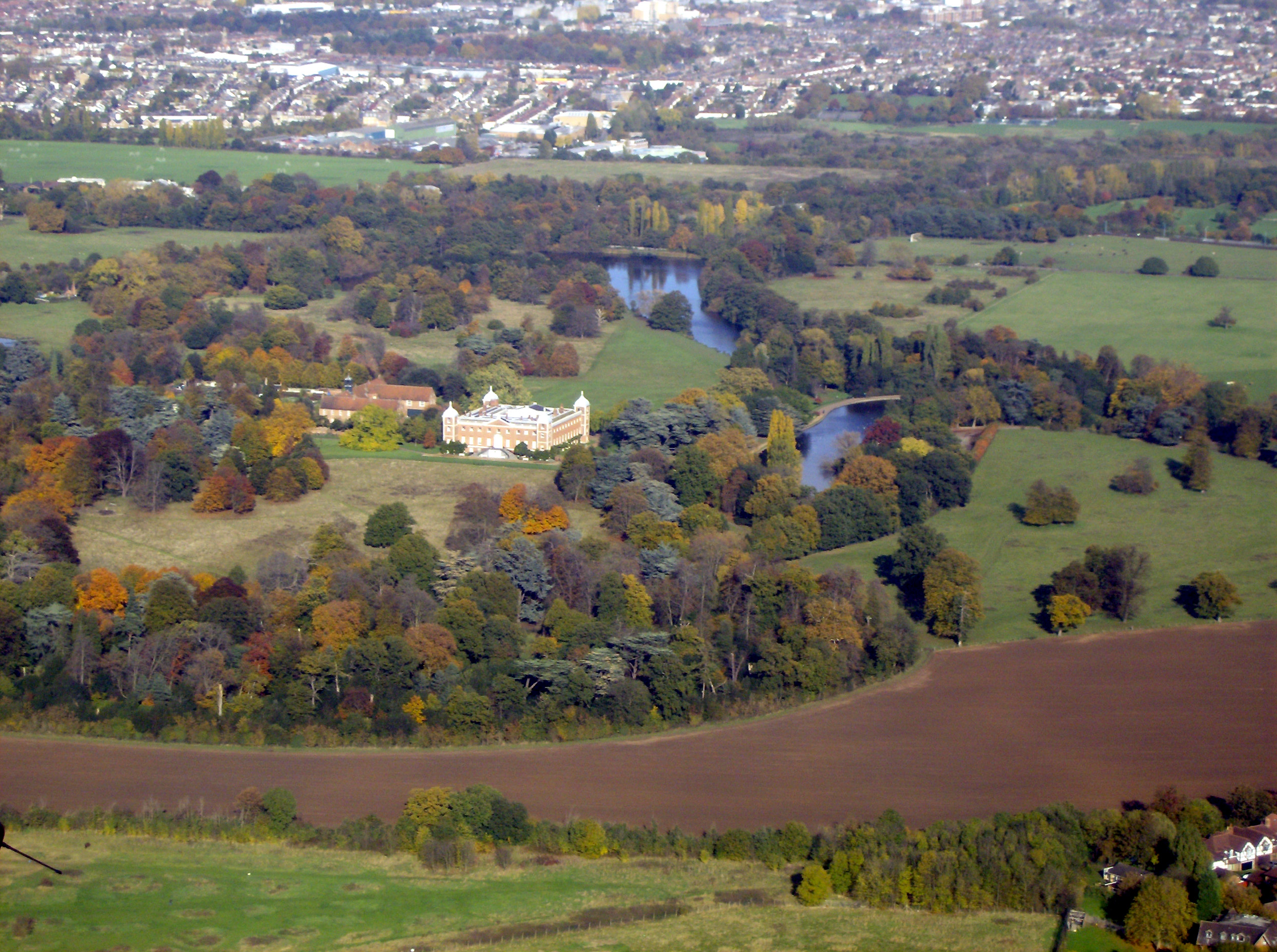
オスタリー・パーク

ドリーン・アシュバーハム
1905年5月13日サセックス生まれ。父はアシュバーハム準男爵家の次男。第一次世界大戦が勃発すると、戦火を避けるために一族でカナダのバンクーバー島へ移住した。
1916年9月23日、当時11歳の彼女は8歳の従弟アンソニー・フェラー（Anthony Ferrer）と2人で家から800メートル程離れた小道を歩いていたところ、巨大なピューマに襲われた。ドリーンは最初の一撃で気を失った。ピューマがドリーンの方へ向かったため、アンソニーは彼女を助けるためにピューマを殴ったが、逆に噛み付かれてしまった。気を取り戻したドリーンはピューマの口に手を突っ込んでアンソニーを引き離した。この、自らの危険を顧みずに互いを助け合った2人の少年少女の行為に対して、1917年12月21日アルバート・メダルが贈られた。その後ドリーンは一旦イギリスに戻った後アメリカへ移住し、大学教授と結婚してアメリカ国籍を取得した。そのため彼女は1971年の布告を知らず交換に行かなかったので、遅れて1974年にジョージ・クロスを受け取った。1996年カルフォルニア州で死去。彼女はジョージ・クロスの女性最年少受章者であると共に、アルバート・メダルの女性最年少受章者でもある。
アンソニー・フェラーは成年後、カナダの連隊に入隊したが、射撃訓練中流れ弾に当たって1930年に死亡した。そのため、彼はアルバート・メダルの最年少受章者だが、ジョージ・クロスは受けられなかった。
デヴィット・C・ウェスタン（Devid C. Western）
1937年4月26日生まれ。1948年2月27日、当時10歳の彼はロンドンのオスタリー・パークで、仲間と凍結した湖の上を歩いていたが、氷が割れて仲間の一人が湖に落ちた。他の仲間は泳げなかったため、彼等に命綱を託してデヴィットが氷の湖に入って落ちた仲間を救い出した。その功により同年8月13日アルバート・メダルを授与された。成年後は海軍に入隊。先述の通りアルバート・メダルの最年少受章者はアンソニー・フェラーだが、上記の経緯からジョージ・クロスの最年少受章者はデヴィット・ウェスタンとされている。

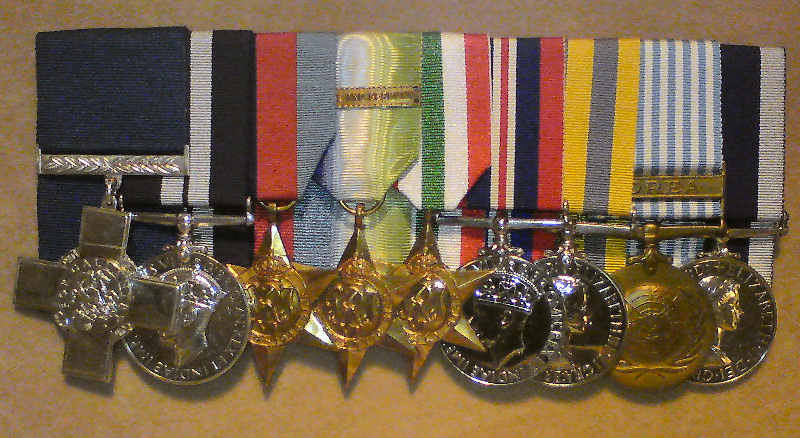
ジョナサン・ロジャースのメダルバー。ジョージ・クロスの次に第二次世界大戦中のイギリス海軍時代に受章したディスティンギッシュト・サービス・メダルと3個の戦線従軍章、第二次世界大戦の従軍記章、オーストラリア海軍所属となった後に従軍した2個の朝鮮戦争に関する従軍記章、最後尾に永年勤続章が並ぶ。

ジョナサン・ロジャース
1920年9月16日ウェールズ北部レクサム州のペンアカイに生まれる。イギリス海軍へ入隊し、第二次世界大戦中は大西洋及び地中海方面に従軍してディスティンギッシュト・サービス・メダルを受章。戦後オーストラリアへ移住してオーストラリア海軍に入った。1964年2月16日、駆逐艦ヴォイジャー が空母メルボルンと衝突し、沈没した（メルボルン・ボイジャー衝突事故）。ヴォイジャー乗組みの海曹長だったロジャースは、艦内に閉じこめられた乗組員を統率し、多くの水兵を脱出させた。そして、脱出できなかった水兵達を励まし、彼等と共に“尊厳と名誉”を最期まで維持し続けながら死を迎えた。その勇敢さを讃えられ、1965年3月12日ジョージ・クロスを追贈された。
マシュー・クラウチャー
イギリス海兵隊上等兵。2008年、アフガニスタンでタリバン掃討作戦を行っていたクラウチャーは、タリバンが地雷として設置していた手榴弾の罠線を踏み、その安全ピンを抜いてしまった。クラウチャーはすぐさま足を抱えた状態で背負った背嚢側から手榴弾に覆いかぶさり友軍を巻き込まないようにした。手榴弾が起爆すると背嚢は引き裂かれ、自身も吹き飛ばされたが、着用していた背嚢とボディアーマー、戦闘用ヘルメットのおかげで奇跡的に鼻血、外傷性鼓膜穿孔、見当識失調等の軽症であった。友軍の兵士は一部は隠れるか伏せたものの、多くは対応できずに立ちつくしていたため、おそらくこの方法を取らなければ被害が拡大していたと見られている。衛生兵はクラウチャーに後送を勧めたが、本人はそれを拒否し戦闘を継続した。その功によりジョージ・クロスを授与された。